# Ogrodzisko (Łódź)
Pour les articles homonymes, voir Ogrodzisko.
Ogrodzisko est une localité polonaise de la gmina et du powiat de Zduńska Wola en voïvodie de Łódź.